# Небылицкий, Никита Евгеньевич
Небылицкий Никита Евгеньевич (род. 9 февраля 1966, Москва) — спортсмен (автоспорт), радиоведущий, ведущий программы «Мужские игры» на радиостанции Серебряный дождь.

## Биография
Мать — киносценарист, отец — кинорежиссёр-кинооператор. Двоюродный брат Савицкий Дмитрий Владимирович — соучредитель и генеральный директор радиостанции «Серебряный Дождь». В 1978 году поступил в школу № 62 с углублённым изучением ряда предметов на английском языке. В ней доучился до 8 класса и перешёл в школу № 127. После школы поступил на операторский факультет ВГИКа, где доучился до 3 курса и, поскольку ВГИК в то время не давал отсрочки, пошёл в армию. Начиная с 12 лет занимался автомобильным спортом, был 9-кратным чемпионом Советского Союза по автомобильному спорту сначала среди юниоров, потом среди взрослых. Вид спорта — ралли. Заслуженный мастер спорта.
В 1991—1999 сотрудничал с ЦИК — занимался предвыборной социальной рекламой. Входил в предвыборный комитет Руцкого, Ельцина.
С 2011 по 2013 год вел программу «Прайм-тайм» на радиостанции «Серебряный дождь». В 2018 начал вести программу «На час раньше», позже она поменяла формат и время выхода и стала называться «Мужские игры».
С 2012 года является главным редактором автомобильного интернет журнала supercar.ru.
Проживает в Испании, где владеет рыбным бизнесом. Последний раз был в России в мае 2017 года.
Женат. Сын, Антон Небылицкий — профессиональный автогонщик.